# نشان برای آزادسازی زنگلان
نشان برای آزادسازی زنگلان (ترکی آذربایجانی: «Zəngilanın azad olunmasına görə» medalı) یکی از مدالهای جمهوری آذربایجان است. این نشان پیروی پیروزی جمهوری آذربایجان در جنگ دوم قره‌باغ به تأسیس رسید.

## تاریخچه
در ۱۱ نوامبر سال ۲۰۲۰، الهام علی‌اف، رئیس‌جمهوری آذربایجان، در حین عیادت از نظامیان زخمی شده آذربایجانی در جریان جنگ ناگورنو قره‌باغ (۲۰۲۰) از تأسیس نشانهای جدید در این کشور خبر داده و دستورهای مربوط در راستای اعطاء نشان‌ها و جوایزی به غیرنظامیان و نظامیانی که قهرمانی‌ها و حماسه‌آفرینی‌هایی در میدان جنگ و جبهه عقب از خود نشان دادند، صادر کرد. وی همچنین در اقدامی اسامی این مدال‌ها را پیشنهاد داد. در جلسه علنی مجلس ملی این کشور به تاریخ ۲۰ نوامبر سال ۲۰۲۰، پیش نویس قانون اصلاح «قانون تأسیس نشان‌ها در جمهوری آذربایجان» اعلام وصول شد.
در حین همان جلسه، نشان برای آزادسازی زنگلان به دلیل پیروزی جمهوری آذربایجان در جنگ دوم قره باغ و با اتکا به قانون یادشده، به تأسیس رسید.

## امتیاز
طبق مصوبه «ایجاد نشان‌های جمهوری آذربایجان»، نشان برای آزادسازی زنگلان یک درجه کوچک‌تر از نشان برای آزادسازی فضولی و یک درجه بالاتر از نشان برای آزادسازی قبادلی می‌باشد.